# 服部翔大
服部 翔大（はっとり しょうた、1991年10月28日 - ）は、日本の陸上競技選手。埼玉栄高校、日本体育大学卒業。大学卒業後はHonda、日立物流所属を経て、立正大学陸上競技部プレイングコーチに就任。2024年より同大学陸上競技部監督を務める。

## 経歴
中学3年時に全日本中学校陸上競技選手権大会に800m、1500mの2種目で出場。
800mでは表彰台まであと0.01秒差の
4位に入った。
高校駅伝の強豪埼玉栄高校出身。
全国都道府県対抗男子駅伝競走大会では2年次、3年次と2年連続埼玉県チームの1区を走り区間賞を獲得した。
高校卒業後は日本体育大学に進学。入学年度に開催された第87回東京箱根間往復大学駅伝競走では3区を走り区間2位の成績を残すなど初年度から主力として活躍する。
2年次の第88回東京箱根間往復大学駅伝競走では1区を任され、区間賞を獲得した同学年の大迫傑（早稲田大学）に次ぐ区間2位で中継。しかし、服部の活躍もむなしく日体大は大学史上初めて箱根駅伝で襷を途切れさせてしまい総合19位という惨敗を喫した。同大会後、服部は異例の下級生キャプテンに任命される。
主将としてチームを引っ張り、予選会を通過して出場権を手にした第89回東京箱根間往復大学駅伝競走では山登り5区を担当。小田原中継所で1分49秒差あった先頭東洋大学の定方俊樹との間を、最大風速18m/sの強風の中で詰めて行き抜き去ると、最終的に2位に2分35秒差をつけるトップで芦ノ湖に到達し区間賞を獲得。日体大史上初の金栗四三杯を受賞した。服部と同学年の矢野圭吾（現カネボウ所属）や本田匠（現旭化成所属）らの活躍もあり、日体大は30年ぶり10回目の総合優勝を果たした。
4年次には2013年ユニバーシアード日本代表に選出され、10000m6位、ハーフマラソン5位という成績を収める。最後の全日本駅伝では区間新を出した村山謙太に敗れて区間2位、箱根駅伝では第90回東京箱根間往復大学駅伝競走では前年に引き続き5区を担当。同じ埼玉県出身で高校時代からのライバルである東洋大学の設楽啓太に惜しくも1秒差で敗れ、2年連続の区間賞とはならなかった。（区間2位）
2014年、設楽啓太の双子の弟である設楽悠太（同じく東洋大学出身）とともに地元埼玉のHondaに入社した。
2017年、シドニーマラソンで優勝。
2020年、日体大時代の監督別府健至が新監督に就任した日立物流グループ陸上部へ移籍。

## 自己ベスト
- 5000m公認：13分37秒64（2013年）[2]
- 10000m公認：28分22秒79（2013年）
- ハーフマラソン公認：1時間01分25秒 （2015年）
- マラソン公認：2時間14分19秒 （2017年）